# Лозичное
Лозичное (укр. Лозичне) — село в Шепетовском районе Хмельницкой области Украины. Население составляет 615 человека (на 2023 год).

## Физико-географическая характеристика
Рядом с селом имеется пруд. Высота селения над уровнем моря — 261 метр.

## История
В 1897 году населённый пункт значился в списке всеобщей переписи населения Российской империи как село Лозычна. На 1906 год село входило в Судилковскую волость Заславского уезда Волынской губернии. По состоянию на 1973 года село входило в состав Судилковского сельского совета (центр — село Судилков) Хмельницкой области. С 18 декабря 2016 года входит в состав Судилковской общины.

## Население
В 1906 году в селе насчитывалось 98 дворов и 520 жителей. На 2006 год в селе было 228 дворов, проживало 785 жителей. К 2007 году имелось 223 дворов при 772 жителях. Население на 2023 год - 615 жителей.

## Инфраструктура
Уличная сеть Лозичного состоит из трёх улиц (Вишнёвой, Юрия Гагарина и Титова). В ходе декоммунизации улица Ленина была переименована в И. Ляшенко.
В селе имеется школа, детский сад «Журавлик», сельский клуб, фельдшерский-акушерский пункт и церковь прихода Святой Параскевы УПЦ МП.
В 1980 году был установлен памятный знак в честь воинов-односельчан. В 1983 году мемориал включён в список памятников местного значения Хмельницкой области.